# KH-2002
Il Khaybar KH2002 è un fucile d'assalto progettato in Iran, derivato dal fucile d'assalto DIO S 5.56 (un clone non autorizzato del Norinco CQ cinese, che a sua volta è una copia non autorizzata dell'americano M16) e sviluppata dall'Iran's Defense Industries Organization. È stato progettato nel 2001 e prodotto dal 2003. È simile in apparenza al fucile d'assalto FAMAS.